# ۱۰۸۳ (خورشیدی)
۱۰۸۳ هزار و هشتاد و سومین سال هجری خورشیدی است.